# Johann David Heinichen
 Der er for få eller ingen kildehenvisninger i denne artikel, hvilket er et problem. Du kan hjælpe ved at angive troværdige kilder til de påstande, som fremføres i artiklen.

Johann David Heinichen (17. april 1683 – 16. juli 1729) var en tysk barokkomponist og musikteoretiker, som bragte den venetianske stil med sig til Frederik August 1. af Sachsens hof i Dresden. Efter sin død gled hans musik imidlertid ud i glemsel i mange år, men der er nu en voksende opmærksomhed på hans bidrag til barokmusikken, bl.a. gennem indspilninger af hans musik og opsætninger af hans operaer.
Johann David Heinichen blev født i landsbyen Crössuln, nær Weissenfels. Hans far, Michael Heinichen, havde været elev ved Thomasschule Leipzig, hvor han studerede musik, og fungerede som kantor i Pegau, og var siden pastor i landsbykirken i Crössuln. Johann David studerede også musik ved Thomasschule Leipzig. Han blev blandt andet undervist af Johann Schelle, og modtog senere undervisning i orgel- og cembalospil under Johann Kuhnau instruktion. Komponisten Christoph Graupner var ligeledes elev af Kuhnau på denne tid.
Heinichen blev i 1702 indskrevet ved jurastudiet på universitetet i Leipzig, og i 1705-1706 blev han jurist (tidligt i 17-tallet var jura et normalt uddannelsesvalg for komponister; Kuhnau, Graupner og Georg Philipp Telemann var alle uddannede jurister). Heinichen praktiserede dette fag i Weissenfels indtil 1709.
Samtidig med arbejdet som jurist bevarede Heinichen sin interesse i musik, og skrev operaer i sin fritid. 1710 udgav han første bind af sine teoretiske overvejelser om basso continuo. Han rejste til Italien og tilbragt der syv meget formative år. Mest opholdt han sig i Venedig, hvor han opnåede stor succes med to operaer, Mario og Le passioni per troppo amore (1713). Mario blev også opsat i Hamburg i 1716, men nu med tysk titel og tekst, Calpurnia, oder die romische Grossmut.
I 1712 blev han musiklærer for Prins Leopold af Anhalt-Köthen, som også ansatte ham som komponist. Det var den samme prins som i 1717 gjorde Johann Sebastian Bach til hoffets kapelmester. I 1716 blev Heinichen udnævnt til kapelmester ved hoffet i Dresden. Her havde han også elever, og blandt de mere kendte var Johann Georg Pisendel. I 1721 giftede Heinichen sig i Weissenfels, og her blev også hans eneste barn født. Johann David Heinichens sidste år var præget af dårligt helbred, og han blev begravet den 16. juli 1729 på Johannes Kirkegården i Dresden. Dødsårsagen var tuberkulose.
Siden 1992, da ensemblet Musica Antiqua Köln, under ledelse af Reinhard Goebel, indspillede et udvalg af koncerter fra hoffet i Dresden (Seibel 204, 208, 211, 213-215, 217, 226, 231-235, 240), og efterfulgt af en indspilning af Heinichens Lamentationen og Passionsmusik (1996), har musikken af Johann David Heinichen opnået en renæssance i koncertsale, og hans opera, den eneste han skrev, mens han var i Dresden, Flavio Crispo (1720), blev uropført og indspillet i 2018.